# Promises, Promises (альбом)
| Оценки критиков               | Оценки критиков |
| Источник                      | Оценка          |
| ----------------------------- | --------------- |
| AllMusic                      | [ 1 ]           |
| Encyclopedia of Popular Music | [ 2 ]           |
| The Rolling Stone Album Guide | [ 3 ]           |

Promises, Promises — одиннадцатый студийный альбом американской певицы Дайон Уорвик, выпущенный в 1968 году на лейбле Scepter Records. Продюсерами альбома стали Берт Бакарак и Хэл Дэвид.
На альбоме содержаться песни «Promises, Promises», «Whoever You Are (I Love You)» и «Wanting Things» из мюзикла «Обещания, обещания», для которого Бакарак и Дэвид написали музыку и тексты, его премьера состоялась месяцем позже. На альбоме присутствуют ещё песни их сочинения: «This Girl’s in Love with You» (ранее в том же году Герб Алперт записал эту песню под названием «This Guy’s in Love with You») и «Who Is Gonna Love Me». Также Уорвик исполнила для альбома песни из мюзиклов «Оливер!» («Where Is Love?») и «Милая Чарити» («Where Am I Going?»).
«Promises, Promises» занял 18 позицию в чарте Billboard Top LPs и 7 строчку в Hot R&B LPs. В Канаде альбом поднялся до 15 места.

## Список композиций
| №  | Название                       | Автор(ы)                | Длительность |
| -- | ------------------------------ | ----------------------- | ------------ |
| 1. | «Promises, Promises»           | Берт Бакарак, Хэл Дэвид | 2:57         |
| 2. | «This Girl’s in Love with You» | Берт Бакарак, Хэл Дэвид | 4:13         |
| 3. | «Little Green Apples»          | Бобби Расселл           | 3:55         |
| 4. | «Where Is Love?»               | Лайонел Барт            | 2:48         |
| 5. | «Who Is Gonna Love Me»         | Берт Бакарак, Хэл Дэвид | 3:11         |

| №   | Название                      | Автор(ы)                              | Длительность |
| --- | ----------------------------- | ------------------------------------- | ------------ |
| 6.  | «Whoever You Are, I Love You» | Берт Бакарак, Хэл Дэвид               | 3:18         |
| 7.  | «Where Am I Going?»           | Питер Манц, Сай Коулман, Дороти Филдс | 2:05         |
| 8.  | «Wanting Things»              | Берт Бакарак, Хэл Дэвид               | 2:22         |
| 9.  | «Lonely in My Heart»          | Дэвид Уильямс, Питер Манц             | 2:56         |
| 10. | «Yesterday I Heard the Rain»  | Армандо Мансанеро, Джин Лис           | 2:43         |

## Чарты
| Чарт (1968)                            | Высшая позиция |
| -------------------------------------- | -------------- |
| Канада (RPM Top Albums/CDs)            | 15             |
| США (Billboard 200)                    | 18             |
| США (Billboard Top R&B/Hip-Hop Albums) | 7              |